# Sunsets on Empire
Sunsets on Empire è il quinto album in studio del cantante britannico Fish, pubblicato nel 1997 dalla Dick Bros Record Company.

## Tracce
1. Perception of Johnny Punter – 8:36
2. Goldfish and Clowns – 6:36
3. Change of Heart – 3:41
4. What Colour Is God? – 5:50
5. Tara – 5:11
6. Jungle Ride – 7:33
7. Worm in a Bottle – 6:23
8. Brother 52 – 6:05
9. Sunsets on Empire – 6:54
10. Say It With Flowers – 4:15

### Traccia bonus nella versione giapponese e rimasterizzata
11. Do Not Walk Outside This Area - 6:29

## Formazione
- Fish – voce
- Steven Wilson – chitarra e tastiera
- Foss Paterson – organo Hammond, pianoforte, tastiera, cori
- Ewen Vernal – basso
- Dave Stewart – batteria
- Robin Boult – chitarra
- Frank Usher – chitarra
- Dave Haswell – percussioni
- Chris Gaugh – violoncello
- Brian Hale – violino
- Marytn Bennett – violino
- Terence Jones – corno francese
- Fraser Spiers – armonica a bocca
- Doc – voce in Brother 52
- Lorna Bannon, Katherine Garrett, Don Jack, Chris Thomson, Annie McCraig – cori